# Кирил Групчев
Кирил Анастасов Групчев е български общественик, кмет на редица селища във Вардарска Македония по време на българското управление 1941 - 1944 година.

## Биография
Кирил Групчев е роден в град Охрид, тогава в Османската империя. Произхожда от възрожденския род Групчеви.
По време на българското управление във Вардарска Македония в годините на Втората световна война, Кирил Групчев е български кмет на Любанци от 10 септември 1941 година до 30 октомври 1942 година и повторно от 2 април 1943 година до 19 ноември 1943 година. Кмет е още на Согле (19 ноември 1943 - 12 август 1944) и Лисиче (12 август 1944 - 9 септември 1944).